# Giorgio Sturlese Tosi
Giorgio Sturlese Tosi (Padova, 26 novembre 1970) è un giornalista e saggista italiano.

## Biografia
Fiorentino di formazione, studi in giurisprudenza, per dieci anni ha prestato servizio nella Polizia di Stato: contemporaneamente ha intrapreso la carriera giornalistica nel quotidiano La Nazione e in alcune emittenti televisive e radiofoniche toscane, entrando a far parte dell'Ordine dei Giornalisti il 5 febbraio 2002.
Nel corso degli anni la sua attività ha spaziato dalle inchieste alla cronaca nera e a quella giudiziaria, lavorando come inviato sia per trasmissioni di approfondimento  (Matrix, Quarto Grado, Quinta Colonna, Segreti e Delitti) sia per la carta stampata (Panorama, L’Espresso), ottenendo vari riconoscimenti, tra i quali il 1 Premio cronista dell’anno, dell’Unione cronisti italiani, nel 2006, il prestigioso Premio Cronisti Guido Vergani, istituito dall'O.d.G. di Milano e, nel 2019, il Premio Umberto Chirici della Fondazione dell'Ordine dei giornalisti della Toscana. Per il gruppo editoriale E Polis ha collaborato allo start up delle redazioni locali del Il Bergamo, Il Firenze ed E Polis Milano. Dal 2021 è inviato nel programma Zona bianca su Rete 4.  
Come saggista è stato autore di "In difesa della Giustizia" (con Pier Luigi Vigna),  "Una vita da Infiltrato" e "La triade italiana" pubblicati da Rizzoli BUR.

## Opere
- In difesa della Giustizia (con Pier Luigi Vigna), Milano, BUR, 2011
- Una vita da Infiltrato, Milano, BUR, 2012
- La triade italiana. Come la malavita cinese sta conquistando l'Italia. E da qui, l'Europa, Milano, BUR, 2018